# Isla de Bilabid
Bilabid  (Bilabid Island), también conocida como Mayangao,  es una isla situada en Filipinas, adyacente a la de Mindanao. Corresponde al término municipal de la Ciudad de Surigao perteneciente a  la provincia de Surigao del Norte situada en la Región Administrativa de Caraga, también denominada Región XIII.

## Geografía
Isla situada  15,5 km al nordeste de la ciudad de  Surigao, limítrofe con el municipio de Taganaán, al este se encuentran las islas de Hinatuán y Talavera, al sur la de Masapelid y al oeste Maanoc y Condona.
Linda al norte con la isla de Bayagnán; al sur con la de Masapelid; al este con la bahía de Cagutsán y al oeste con el canal de Masapelid.
Tiene una extensión superficial de 3,4900 km² y forma parte del barrio de Manjagao.

## Localidades
La isla cuenta con una población de 712 habitantes correspondientes al barrio de  Manjagao: